# Backyard Soccer
Backyard Soccer, connu en Europe sous le titre de Junior Sports Football, est un jeu vidéo de football, développé par Humongous Entertainment, et distribué par Infogrames. Il est publié en 1998 sur Mac, PC, PlayStation en 2001, et iOS en 2008. La version PS1 du jeu est la seule de la série des Backyard Sports publiée en Europe.

## Système de jeu
Le joueur sélectionne une équipe, dans le but de remporter la division « B », puis la « A » avant de se lancer dans la Premier Division. Si elle atteint la pole position de la mi-saison de chaque division, l'équipe du joueur est invitée au Off-The-Wall Indoor Invitational. Après avoir remporté la Premier Division, l'équipe du joueur est invitée à représenter son pays au Astonishingly Shiny Cup of All Cups Tournament (un type de coupe du monde de la FIFA).

## Accueil
Backyard Soccer est moyennement accueilli par la presse spécialisée. Son gameplay est critiqué pour ses contrôles jugés trop durs sur la version PC et pour son temps de chargement, tandis que ses graphismes sont félicités sur toutes les plates-formes confondues,,,. Brad Cook de Allgame explique concernant la version PC, « quand ça vient de la série des Backyard Sports, je crois qu'ils ont vraiment loupé un chapitre dans le point le plus important : le contrôle. » L' Official UK PlayStation Magazine attribue au jeu une note de 2 sur 10.